# Edvard Perséus
Edvard Perséus (opr. Persson, født 23. december 1841 i Lund ; død 7. oktober 1890 i Stockholm) var en svensk kunstner og 'hovintendent', en periode ansvarlig for det svenske hofs kunstsamlinger.
Perséus var i malerlære i Malmø, og som udlært malersvend ændrede han sit navn fra Persson til Perséus. Han studerede ved Konstakademien i Stockholm til 1867; var 1868 i Düsseldorf hvorfra han sendte to billeder hjem der gav ham akademiets rejsestipendium, så han 1869-72 i München kunne videreuddanne sig hos den tyske maler Carl von Piloty.
Fra 1876 ind i 1880'erne drev han en privat malerskole i Stockholm og et par somre på Gripsholm. Bland eleverne var Richard Bergh, Oscar Björck, Nils Kreuger, Eugène Jansson, Johan Krouthén, Anshelm Schultzberg, Ivar Nyberg, Karl Nordström, m.fl. De fleste fortsatte på Konstakademien.
Perséus malede især portræt- og genremalerier. Han forsøgte sig også uden videre succes som historiemaler.

## Galleri
| - Perséus og hustruen Maria Agnes Claesson - Foto (u. å.) - Foto (u. å.) - Xylografi af Ida Falander, (sv) - Skitse med Perséus og hustruen Maria Agnes Claesson fra hjemmet i Paris - Maria Agnes Claesson |

| - Portrætter af svenske konger - Karl 15. af Sverige - Oscar 2. af Sverige - Oscar 2. som admiral |

| - Portrætter af navngivne personer - Gustaf Jakob Edelstam (1831-92 sv) landshövding i Kalmar - Portræt af dren svenske billedhugger Frithiof Kjellberg (1836-85, sv) - Gustaf Åberg (1854-77, sv) - Johan Christoffer Boklund, 1817-80. Svensk maler |

| - Portrætter af ukendte personer - Ukendt kvinde og mand. Skitse - Ukendt mand - Ukendt mand |

| - Andre motiver - Modelstudie (1872) - Dreng i profil. Studie (u. å.) - Karin Månsdotter besøger Erik XIV i fængslet. Skitse - Romersk dreng - Byprospekt med havn (Stadsvy med hamn. Studie) (u. å.) |